# Berlise
Berlise település Franciaországban, Aisne megyében. Lakosainak száma 104 fő (2022. január 1.). Berlise Noircourt, Rozoy-sur-Serre, Le Thuel és Renneville községekkel határos.

## Népesség
A település népességének változása:
| Lakosok száma | 151  | 128  | 108  | 118  | 121  | 118  | 111  | 105  | 105  | 104  |
|               | 1968 | 1982 | 1990 | 2006 | 2013 | 2015 | 2017 | 2019 | 2020 | 2022 |